# حلمی سوزر
حلمی سوزر (ترکی استانبولی: Hilmi Sözer؛ زادهٔ ۹ مارس ۱۹۷۰) کمدین، و بازیگر سینما ترک اهل آلمان است. او فعالیت حرفه‌ای خود را از سال ۱۹۹۴ آغاز کرده است.
از فیلم‌های او می‌توان به پرنده‌های مهاجر اشاره کرد.